# Rakkeby (parochie, Hjørring)
Rakkeby is een parochie van de Deense Volkskerk in de Deense gemeente Hjørring. De parochie maakt deel uit van het bisdom Aalborg en telt 526 kerkleden op een bevolking van 576 (2004). Historisch hoorde de parochie tot de herred Børglum. In 1970 werd de parochie deel van de gemeente Løkken-Vrå, die in 2007 opging in de vergrote gemeente Hjørring.
Naast het dorp Rakkeby omvat de parochie ook Hæstrup Stationsby.
De parochiekerk dateert uit de tweede helft van de 12e eeuw. Het koor is het oudste deel, het schip is iets jonger. Er heeft in het verleden een toren bij de kerk gestaan, maar die is al eind 17e eeuw gesloopt. De kerk werd in 1985 gerestaureerd.